# نبرد اچمیادزین (۱۸۰۴)
نبرد اچمیادزین در ژوئن سال ۱۸۰۴ در جریان جنگ روسیه و ایران در سال ۱۸۰۴–۱۸۱۳ انجام گرفت. یک نیروی روسی ۵۰۰۰ نفری تحت پاول سیسیانوف در ایروان پیشروی کرد. یک ارتش ۲۰ هزار نفری تحت رهبری ولیعهد عباس میرزا با وی در اچمیادزین دیدار کرد. با قطع تدارکات روسها، ایرانیان با موفقیت از این شهر دفاع کردند و روسها را مجبور به عقب‌نشینی کردند. گرچه روسها نتوانستند اچمیادزین را تسخیر کنند، اما نتیجه نبرد به گونه‌های گوناگون غیرقابل توصیف می‌شود، یک پیروزی ایران، یا پیروزی روسیه.

## زمینه
در سال ۱۸۰۱، روسها با سرمایه‌گذاری در آشفتگی سیاسی در ایران، کارتلی-کاختی (گرجستان شرقی) را ضمیمه کردند، منطقه ای که قرن‌ها بخشی از خاک ایران بوده‌است.   در سال ۱۸۰۲، پاول سیسیانوف به عنوان فرمانده کل جدید روسیه در قفقاز منصوب شد. او یک امپریالیست و توسعه طلب روسی سخت بود، او احترام کمی برای ساکنان قفقاز و ایرانیان قائل نبود. در ژانویه سال ۱۸۰۴، وی را محاصره کرد و شهر ایران گنجه را محاصره کرد. پس از یک ماه، او آن را اسیر کرد. تا سه هزار ایرانی در سه روز قتل‌عام شدند.   این آغاز جنگ ایران و روسیه سال ۱۸۰۴–۱۸۱۳بود. 

## نبرد
پس از تسخیر گنجه، سیسیانوف به سمت ایروان رفت.  در اچمیادزین، در نزدیکی ایروان، ارتش او با ارتش ولیعهد و فرمانده کل عباس میرزا و خود شاه درگیری شد. نبرد سه روزه دنبال شد.  
توپخانه روسیه تلفات قابل توجهی را به ارتش ایران وارد کرد که در آن زمان هنوز از خطوط پیشرفته الگوسازی نشده بود. ایرانیان به روش خود اثربخش بودند.  پیرامون روسها و جلوگیری از دریافت منابع آنها.  این سیسیانوف را مجبور به عقب‌نشینی کرد، و بنابراین او قادر به گرفتن اچمیادزین نبود.  این یک موفقیت دفاعی تاکتیکی برای ایرانیان بود.  اما، مطابق با مفهوم سنتی جنگ ایران، آنها به جای استفاده کامل از مزایایی که به دست آوردند، به روسها اجازه فرار دادند.  

## عواقب بعدی
چند روز پس از نبرد، روسها به اچمیادزین بازگشتند، جایی که آنها با تعجب نیرویی متفاوت از ایران گرفتند و قاطعانه آنها را شکستند. نیروهای سیسیانوف وارد اچمیادزین شدند که به گفته اوت بنتمس-لفت، فرستاده نظامی معاصر فرانسه در ایران، آنها غارت کردند و به ساختمانهای مذهبی ارمنستان آسیب جدی وارد کردند.  به گفته بونتمس-لفت، رفتار روسیه در تضاد با رفتار پادشاه ایران بود، که با جمعیت مسیحی محلی با احترام رفتار می‌کرد.  سپس سیسیانوف بار دیگر در ایروان لشگرکشی کرد.  ایرانیانی که از حمله غافلگیرکننده جان سالم به در برده بودند، دوباره گروه‌بندی شدند و توانستند در دفاع متعاقب اریوان شرکت کنند. 

## یادداشت
1. ↑  واغارشاپاتاچمیادزین/ Ejmiatsin / Etchmiadzin.

## برای مطالعهٔ بیشتر
- Axworthy, Michael (2010). A History of Iran: Empire of the Mind. Basic Books. pp. 1–352. ISBN 978-0-465-01920-5.
- Encyclopaedia Iranica, Vol. VIII, Fasc. 5. 1998. pp. 542–551. {{cite encyclopedia}}: Missing or empty |title= (help)